# Ammophilomima vitiosa
Ammophilomima vitiosa är en tvåvingeart som först beskrevs av Wulp 1872.  Ammophilomima vitiosa ingår i släktet Ammophilomima och familjen rovflugor. Inga underarter finns listade i Catalogue of Life.